# Wigan Athletic F.C.
 Wigan Athletic Football Club je angleški nogometni klub, ki ima sedež v mestu Wigan, Greater Manchester, Anglija. Klub od leta 2005 nastopa v angleški prvi ligi, imenovani Premier League. Njihov matični stadion je DW Stadium, ki si ga delijo z ragbijskim klubom Wigan Warriors. S 75 leti je Wigan Athletic trenutno najmlajši klub v angleški prvi ligi.

## Znani bivši igralci
- Peter Atherton
- Leighton Baines
- Jimmy Bullard
- Roy Carroll
- Pascal Chimbonda
- Peter Corr
- Arjan de Zeeuw
- Nathan Ellington
- David Fairclough
- John Filan
- Archie Gemmill
- Jason De Vos
- Colin Greenall
- Matt Jackson
- Paul Jewell
- Denny Landzaat
- Andy Liddell
- David Lowe
- Roberto Martínez
- Stephen McMillan
- Lee McCulloch
- Colin Methven
- Joe Parkinson
- Jason Roberts
- Neil Roberts
- Allen Tankard
- David Unsworth
- Ian Gillibrand
- Alan Kennedy
- Harry Lyon
- Ian Kilford
- Micky Quinn
- Mike Newell

## Znani bivši menedžerji
- Bobby Charlton
- Bryan Hamilton
- Paul Jewell
- Larry Lloyd
- Gordon Milne
- Bruce Rioch
- Ian McNeill
- Harry McNally
- Ray Mathias
- John Deehan
- Chris Hutchings

## Trenutno vosdtvo
- Menedžer: Steve Bruce
- Pomočnik menedžerja: Eric Black
- Splošni menedžer: John Benson
- Trener prve ekipe: Frank Barlow
- Menedžer rezervne ekipe: Keith Bertschin
- Trener mladinske ekipe: David Lowe
- Trener vratarjev: Nigel Spink
- Kondicijski trener prve ekipe: Joey Gallanagh
- Glavni fizioterapevt:Dave Galley
- Fizioterapevt: Alex Cribley
- Fizioterapevt mladinske ekipe: Neil Fitzhenry
- Oskrbnik: Alan Jackson

## Rekordi
- Najvišja ligaška zmaga: 7-1 proti klubu Scarborough, 11. marec 1997
- Najvišji ligaški poraz: 0-6 proti klubu Bristol Rovers, 3. marec 1990
- Največje število gledalcev: 25,023 proti klubu Liverpool, 11. februar 2006
- Največ nastopov v ligi: 317, Kevin Langley 1981-1994
- Največje skupno število zadetkov v ligi: 70, Andy Liddell 1998-2003
- Največje skupno število zadetkov v sezoni: 31, Graeme Jones 1996/1997
- Največji dosežek v pokalih: Carling Cup finale proti klubu Manchester United, 2006